# 강득수
강득수(한국 한자: 姜得壽, 1961년 8월 16일 ~ )는 대한민국의 전 축구 선수 및 지도자이다. 한양공업고등학교와 연세대학교 축구부를 나온 그는 1981년 FIFA 세계 청소년 축구 선수권 대회에 출전하였다. 럭키금성 황소의 창단 멤버로 성인 선수 활동을 시작하였으며 1986 시즌에 K리그 도움상을 수상하였다. 1986년 멕시코 월드컵에 출전하였다.

## 유소년 시절
1971년 서정리초등학교 축구부가 창단되었고, 당시 가난했던 때에 축구부에 들어가면 맛있는 것을 먹을 수 있다는 말에 초등학교 6학년의  나이에 축구부에 입단하게 된다. 입단 후 팀이 전국대회 등에서 졸은 성적을 거두는데 일조 했지만, 작은 체격으로 인해 대신중학교 축구부에 입단하는데 실패하게 된다. 대신 태광중학교에 입학하게 되었고 당시 해당 학교에도 축구부가 있었지만, 다른 선수들처럼 서울에 스카우트 되지 못한 충격으로 인해 잠시 축구를 그만두었다.
그러다 우신초등학교의 코치의 제안으로 우신초등학교에  6학년으로 들어가 축구부에 입단하게 된다. 이후 배재중학교로의 전학을 약속하며 신림중학교에 입학하게 되는데 당시 신림중학교의 교장의 반대로 인해 배재중학교로의 전학은 이루어지지 못했다. 결국 신림중학교에서 졸업을 하게 된 강득수는 한양공업고등학교 축구부에 입단하게 된다. 당시 한양공업고등학교에 럭비부가 있었는데 럭비부의 선배들의 옷을 매일 강제적으로 빨아야했고, 오후 10시 이후에는 아무 이유 없이 각목으로 매일 30에서 50대 정도를 맞아야 했다. 그럼에도 축구가 좋아 축구를 그만두지 않고 거의 매일 같이 축구 연습을 했으며, 연세대학교 진학 이후에 큰 부상으로 인해 오랜 기간 동안 재활을 해야만 했던 일도 있었지만 끝내 잘 이겨내어 청소년 대표팀에도 소집되고 세계 청소년축구대회까지 참가하게 된다.

## 클럽 경력
럭키금성 황소 축구단의 창단 멤버로 입단하여 프로 무대에 발을 놓게 된다. 당시 이제 막 대학을 졸업한 신인 선수임에도 에이스 번호 10번을 받고 뛰게 되었다. 모두가 10번을 부담스러워 할 때 강득수 본인이 10번을 달게 닸고 하여 결정된 것이였다.
프로 데뷔 후에는 프로무대에 데뷔한지 얼마되지 않았음에도 1984년에는 2골 6도움, 1985년에는 5골 3도움을 기록하며 팀을 정상의 자리까지 올려 놓았다. 1986년에는 대표팀 차출로 많은 경기를 소화하기 못 했음에도 10도움을 기록하며 K리그 역사상 가장 먼저 40개의 도움을 기록하게 된다.
1990시즌부터 1991시즌 두 시즌 간은 현대 호랑이에서 활약했고 현대 호랑이에서도 역시 많은 도움을 기록하게 된다. 그러다 김판근 선수와 경기 중 부딪히면서 머리를 다치게 되어 기절을 당한 상태로 병원에 실려가게 된다. 이후 부상으로 인하여 현역 은퇴를 선언하고, 능곡고등학교에 축구부를 창단하며 지도자의 길을 가게 된다. 이후에도 브라질에 가서 클럽이나, 유학, 용병 선수 등에 대해 알아보는 일을 하며 축구인으로서의 길을 이어가게 되었다.

## 국가대표팀 경력
대한민국 U-20 축구 국가대표팀 소속으로 1981년 FIFA 세계 청소년 축구 선수권 대회에 출전하여 본선 3경기에 출전하였다.
대한민국 성인 대표팀에 발탁된 후 1986년 멕시코 월드컵 최종 스쿼드에 포함되었으나 본선 경기는 출전하지 못 하였다.

## 플레이 스타일
단단한 기본기와 빠른 스피드와 순발력, 타고난 드리블 능력을 지닌 선수였다. 또한 오른발 잡이임 에도 주로 왼쪽 측면에서 뛰었으며, 오른발을 활양한 찬스 메이킹 능력은 K리그 역대 선수들 중에서도 손에 꼽히는 능력을 지녔다.

## 수상 내역

### 선수
럭키금성 황소
- K리그1

● 우승 (1): 1985
● 준우승 (2): 1986, 1989
● 4위 (1): 1988
- 전국축구선수권대회

● 우승 (1): 1988
● 3위 (1): 1989
 현대 호랑이
- K리그1

● 준우승 (1): 1991

### 개인
- 1985년 K리그 베스트 11 선정
- 1986년 K리그 도움상 수상

## 참고 자료
- K리그의 전설 : 강득수 - 어시스트의 달인, 찬스메이커 보관됨 2016-03-04 - 웨이백 머신